# 笃山镇
笃山镇，是中华人民共和国贵州省黔西南布依族苗族自治州安龙县下辖的一个乡镇级行政单位。
2015年1月21日，贵州省人民政府批复同意安龙县乡镇行政区划调整，新设置的笃山镇辖原笃山乡和原龙山镇纳黑村、云上村，镇人民政府驻坡井村。

## 行政区划
笃山镇下辖以下地区：
纳黑村、云上村、梨树村、红泥村、大坡村、拉坡村、坡老村、万家店村、坡井村、龙井村、歪纳村和王院村。

## 景点
安龙熔岩美术馆，建于梨树村海尾山谷北侧一个165米高的巨大岩壁上，获得2018年Architizer A+奖。